# Uloborus albofasciatus
Uloborus albofasciatus là một loài nhện trong họ Uloboridae.
Loài này thuộc chi Uloborus. Uloborus albofasciatus được Pater Chrysanthus miêu tả năm 1967.